# Silvio Lega
Silvio Lega (Leinì, 4 febbraio 1945 – Siena, 24 aprile 2021) è stato un politico italiano, esponente della Democrazia Cristiana e già parlamentare europeo.

## Biografia
Fu eletto alle elezioni europee del 1979 per le liste della DC. Fu vicepresidente della Delegazione per le relazioni con i paesi dell'Europa dell'Est e membro della Commissione per i bilanci.
Aderì al gruppo parlamentare del Partito Popolare Europeo. Fu anche deputato alla Camera eletto per tre legislature (IX, X e XI ) con la Democrazia Cristiana e Centro Cristiano Democratico.
Il 30 marzo 2012 venne eletto Presidente del Consiglio Nazionale della Democrazia Cristiana.
Morì a Siena, il 24 aprile 2021, all'età di 76 anni, per complicanze da COVID-19.